# Microdebilissa testacea
Microdebilissa testacea är en skalbaggsart som beskrevs av Masaki Matsushita 1933. Microdebilissa testacea ingår i släktet Microdebilissa och familjen långhorningar.
Artens utbredningsområde är Taiwan. Inga underarter finns listade i Catalogue of Life.